# Mamady Diambou
Mamady Diambou (Bamako, 11 novembre 2002) è un calciatore maliano, centrocampista del Salisburgo.

## Carriera

### Club
Nel gennaio 2021 si è unito al Salisburgo proveniente dal Guidars. È stato assegnato alla squadra riserve del Liefering.
Nel gennaio 2023 ha firmato con il Lucerna in prestito fino al termine della stagione.

### Nazionale
Nel giugno del 2023 è stato incluso nella squadra maliana per la Coppa delle nazioni africane Under-20 2023 in Marocco, dove le aquile sono finite terze e qualificandosi per le Olimpiadi 2024.
Il 22 marzo 2024 fa il suo esordio con la nazionale maggiore nell'amichevole vinta 2-0 contro la Mauritania.

## Statistiche

### Presenze e reti nei club
Statistiche aggiornate al 4 maggio 2025.
| Stagione          | Squadra           | Campionato        | Campionato | Campionato | Coppe nazionali | Coppe nazionali | Coppe nazionali | Coppe continentali | Coppe continentali | Coppe continentali | Altre coppe | Altre coppe | Altre coppe | Totale | Totale | Totale |
| Stagione          | Squadra           | Comp              | Pres       | Reti       | Comp            | Pres            | Reti            | Comp               | Pres               | Reti               | Comp        | Pres        | Reti        | Pres   | Reti   |        |
| ----------------- | ----------------- | ----------------- | ---------- | ---------- | --------------- | --------------- | --------------- | ------------------ | ------------------ | ------------------ | ----------- | ----------- | ----------- | ------ | ------ | ------ |
| gen.-giu. 2021    | Liefering         | 2L                | 14         | 1          | -               | -               | -               | -                  | -                  | -                  | -           | -           | -           | 14     | 1      |        |
| 2021-2022         | Liefering         | 2L                | 18         | 2          | -               | -               | -               | -                  | -                  | -                  | -           | -           | -           | 18     | 2      |        |
| Totale Liefering  | Totale Liefering  | Totale Liefering  | 32         | 3          |                 | -               | -               |                    | -                  | -                  |             | -           | -           | 32     | 3      |        |
| 2021-2022         | Salisburgo        | BL                | 8          | 0          | CA              | 2               | 0               | UCL                | 0                  | 0                  | -           | -           | -           | 10     | 0      |        |
| 2022-gen. 2023    | Salisburgo        | BL                | 4          | 0          | CA              | 2               | 0               | UCL+UEL            | 0                  | 0                  | -           | -           | -           | 6      | 0      |        |
| gen.-giu. 2023    | Lucerna           | SL                | 13         | 0          | CS              | 1               | 0               | -                  | -                  | -                  | -           | -           | -           | 14     | 0      |        |
| 2023-2024         | Salisburgo        | BL                | 14         | 0          | CA              | 2               | 0               | UCL                | 0                  | 0                  | -           | -           | -           | 16     | 0      |        |
| 2024-2025         | Salisburgo        | BL                | 20         | 0          | CA              | 2               | 1               | UCL                | 10                 | 0                  | Cmc         | -           | -           | 32     | 1      |        |
| Totale Salisburgo | Totale Salisburgo | Totale Salisburgo | 46         | 0          |                 | 8               | 1               |                    | 10                 | 0                  |             | -           | -           | 64     | 1      |        |
| Totale carriera   | Totale carriera   | Totale carriera   | 91         | 3          |                 | 9               | 1               |                    | 10                 | 0                  |             | -           | -           | 110    | 4      |        |

### Cronologia presenze e reti in nazionale
| Cronologia completa delle presenze e delle reti in nazionale ― Mali | Cronologia completa delle presenze e delle reti in nazionale ― Mali | Cronologia completa delle presenze e delle reti in nazionale ― Mali | Cronologia completa delle presenze e delle reti in nazionale ― Mali | Cronologia completa delle presenze e delle reti in nazionale ― Mali | Cronologia completa delle presenze e delle reti in nazionale ― Mali | Cronologia completa delle presenze e delle reti in nazionale ― Mali | Cronologia completa delle presenze e delle reti in nazionale ― Mali |
| Data                                                                | Città                                                               | In casa                                                             | Risultato                                                           | Ospiti                                                              | Competizione                                                        | Reti                                                                | Note                                                                |
| ------------------------------------------------------------------- | ------------------------------------------------------------------- | ------------------------------------------------------------------- | ------------------------------------------------------------------- | ------------------------------------------------------------------- | ------------------------------------------------------------------- | ------------------------------------------------------------------- | ------------------------------------------------------------------- |
| 22-3-2024                                                           | Marrakech                                                           | Mauritania                                                          | 0 – 2                                                               | Mali                                                                | Amichevole                                                          | -                                                                   | 88’                                                                 |
| 26-3-2024                                                           | Marrakech                                                           | Nigeria                                                             | 0 – 2                                                               | Mali                                                                | Amichevole                                                          | -                                                                   | 82’                                                                 |
| Totale                                                              |                                                                     | Presenze                                                            | 2                                                                   |                                                                     | Reti                                                                | 0                                                                   |                                                                     |

## Palmarès

### Club

#### Competizioni nazionali
- Campionato austriaco: 2

Salisburgo: 2021-2022, 2022-2023
- Coppa d'Austria: 1

Salisburgo: 2021-2022